# Vương tộc Lorraine
Nhà Lorraine (tiếng Đức: Haus Lothringen; tiếng Pháp: Maison de Lorraine; tiếng Anh: House of Lorraine) là một hoàng tộc có nguồn gốc từ nhánh dưới của Nhà Metz, được thừa kế Công quốc Lorraine vào năm 1473, sau cái chết của Công tước Nicholas I mà không để lại người kế vị. Sau cuộc hôn nhân giữa Francis của Lorraine và Maria Theresia của Áo vào năm 1736, và với sự thành công trong Chiến tranh kế vị Áo (1740-1748), Nhà Lorraine và Nhà Habsburg đã gợp chung lại với nhau để tạo ra Hoàng tộc Habsburg‑Lorraine (tiếng Đức: Haus Habsburg-Lothringen). Francis Stephen và các con trai của ông là Joseph II và Leopold II, cùng cháu trai là Francis II tiếp nối nhau trở thành 4 Hoàng đế La Mã Thần thánh cuối cùng, bắt đầu từ năm 1745 cho đến khi Đế quốc La Mã Thần thánh giải thể vào năm 1806. Nhà Habsburg-Lorraine kế thừa Đế chế Habsburg, cai trị Đế quốc Áo và sau là Đế quốc Áo-Hungary cho đến khi chế độ quân chủ bị giải thể vào năm 1918.
Vào ngày 08/09/1822, trong ngày đầu tiên sau khi Tuyên bố Độc lập, Hoàng tử Pedro đã ban hành sắc lệnh thông qua việc chọn ra lá quốc kỳ và quốc huy cho Vương quốc Brazil, thay thế các màu truyền thống của Bồ Đào Nha là màu trắng và xanh dương, bằng màu mới là màu xanh lục và vàng (màu xanh lục được chọn vì sự liên kết của nó với Nhà Braganza, triều đại của Pedro; màu vàng được chọn vì nó là màu biểu tượng của Nhà Habsburg, nơi vợ của Pedro là Leopoldina được sinh ra; màu sắc quốc gia mới do đó thể hiện rõ nét sự tôn vinh Hoàng gia đối với đức vua và vương hậu, những nhà lãnh đạo của Brazil độc lập); Các biểu tượng này sau đó đã được chuyển tiếp cho Đế quốc Brazil khi nó được thành lập vào ngày 12/10/1822.
Mặc dù dòng nam cao cấp của Hoàng tộc Lorraine là các Công tước của Hohenberg, nhưng quyền đứng đầu hiện giờ do Karl von Habsburg-Lothringen (sinh năm 1961), cháu của hoàng đề cuối cùng của Đế quốc Áo-Hung, Charles I nắm giữ.